# Droit de retrait (Canada)
Pour les articles homonymes, voir Droit de retrait.
En politique canadienne, le droit de retrait est le droit d'une province de se retirer d'elle-même d'un programme administré par le gouvernement fédéral, ou alors de s'exempter d'elle-même d'un amendement constitutionnel qui aurait pour effet de transférer ses pouvoirs législatifs au Parlement du Canada.